# Museo della Romanità di Nîmes
Il Museo della Romanità è un museo situato nella città francese di Nîmes, nel dipartimento del Gard, in Occitania. Aperto al pubblico il 2 giugno 2018, è collocato nelle immediate vicinanze dell'anfiteatro romano della città, l'Arena di Nîmes, dalla quale lo divide un ampio piazzale.

## L'edificio e la sua collocazione
Collocato nel cuore della città, di fronte alla bimillenaria arena, questo museo archeologico presenta le collezioni di reperti romani della città, che si animano grazie a 65 dispositivi multimediali (realtà aumentata, tecnologie audiovisive, etc.). Le origini della città vengono rievocate all'inizio dai resti di un frontone monumentale che orna l'atrio centrale del Museo. Lo scalone a doppia rampa trasporta il visitatore dapprima nell'epoca dei Galli, per poi immergerlo nel cuore della vita quotidiana del lungo periodo romano, alla scoperta della città e dei suoi abitanti di circa 2000 anni fa. In seguito, attraversato il periodo medioevale, il visitatore giunge all'epoca contemporanea, scoprendo via via l'influenza della romanità lungo i secoli.
Una toga di vetro pieghettata, le cui lame evocano un mosaico, è il prezioso contenitore architettonico del museo, immaginato dall'architetto Elizabeth de Portzamparc. Le lunghe bande di vetro opalino non sono allineate regolarmente, ma presentano curvature e sfalsamenti. Ciò "muove" la facciata, permettendo, fra una banda e l'altra, l'aprirsi di vuoti irregolari nel senso della lunghezza. Visti dall'interno tali vuoti costituiscono delle finestrature curvilinee allungate che permettono la vista dell'esterno, in particolare del fianco orientale dell'arena cui, idealmente, il museo è strettamente connesso. Il complesso è altresì un organismo vivo, al tempo stesso museo scientifico innovativo, ristorante, giardino mediterraneo e terrazzo di copertura con vista a 360° sui luoghi più emblematici della città.

## La nascita del Museo
Nel 2006-2007, alcuni scavi archeologici preliminari furono eseguiti prima dell'inizio dei lavori. Durante queste ricerche furono scoperti una casa romana e due mosaici (chiamati Achille e Penteo) in eccellente stato di conservazione. Questi reperti furono definiti dagli specialisti come "i più bei reperti dopo quelli di Pompei". Tale scoperta convinse ancor più Jean-Paul Fournier, allora sindaco di Nîmes, a creare un nuovo museo. In effetti egli si augurava di poter mettere in grande evidenza queste opere di notevole rarità, pur mantenendo quelle già conservate nell'antico museo archeologico di Nîmes del XIX secolo.
Fu bandito allora un concorso internazionale di architettura che, nella fase finale, mise a confronto le opere di tre architetti, Rudy Ricciotti, Elizabeth de Portzamparc e Richard Meier, i cui progetti furono esposti nel maggio del 2012 al "Carré d'Art". La giuria scelse quello della franco-brasiliana Elizabeth de Portzamparc.
 La posa della prima pietra del nuovo museo avvenne l'11 maggio 2015.
Il 15 dicembre dello stesso anno, iniziò la costruzione del museo, inglobando diversi elementi archeologici monumentali, fra cui i mosaici di Bellerofonte e le grandi pietre miliari fino ad allora esposti nel vecchio museo, nel chiostro dei Gesuiti. Le pietre furono trasferite con l'aiuto di gru.
Il 2 maggio 2016 il progetto del museo vinse il "Future Heritage Award", che premiava così un notevole esempio di architettura contemporanea, capace di creare una futura eredità culturale.
Dopo più di cinque anni di studi e di lavoro, il 2 giugno 2018 il museo fu aperto al pubblico.

## Cronologia della realizzazione
Giugno 2011 - Viene pubblicato il bando di concorso internazionale d'architettura per il museo.
Ottobre 2011 - La giuria del concorso sceglie tre progetti dei 103 pervenuti.
Aprile 2012 - Viene formata la giuria per la scelta del progetto vincente.
Maggio 2012 - Un consiglio comunale straordinario approva la scelta del progetto vincente.
Inizio 2013 - Viene depositata in Comune la richiesta del permesso di costruzione
Ottobre 2013 - Rilascio del permesso di costruzione.
Anno 2014 - Demolizioni e preparazione del cantiere
Maggio 2015 - Inizio della costruzione e posa della prima pietra.
Fine 2016 - Consegna dell'edificio e installazione delle opere e delle collezioni.
Giugno 2018 - Apertura al pubblico del museo.

## Il percorso di visita del Museo

### Epoca preromana (dal VII al I secolo a.C.)
Il Museo della Romanità propone al visitatore una immersione nella vita quotidiana dei Romani e la scoperta della ricostruzione di quella che era ai tempi una casa dei Galli, interamente riprodotta in base alle scoperte avvenute sul sito di Gailhan. Tale immersione è arricchita dalla presenza di numerosi dispositivi multimediali.

### Il periodo romano (dal I secolo a.C. al III secolo d.C.)
La collezione del museo è costituita da una vera multitudine di oggetti d'uso quotidiano. Il visitatore procede fra scoperte sull'urbanistica, l'habitat, le abitudini quotidiane, ma anche fra gli scenari della vita dei Romani. Notevole la presenza del mosaico di Pentea nonché la ricostruzione della Domus Villa Roma.

## Direttori generali
- 2018: Bernard Reilhac
- 2019: Fabrice Cavillon

## Galleria d'immagini

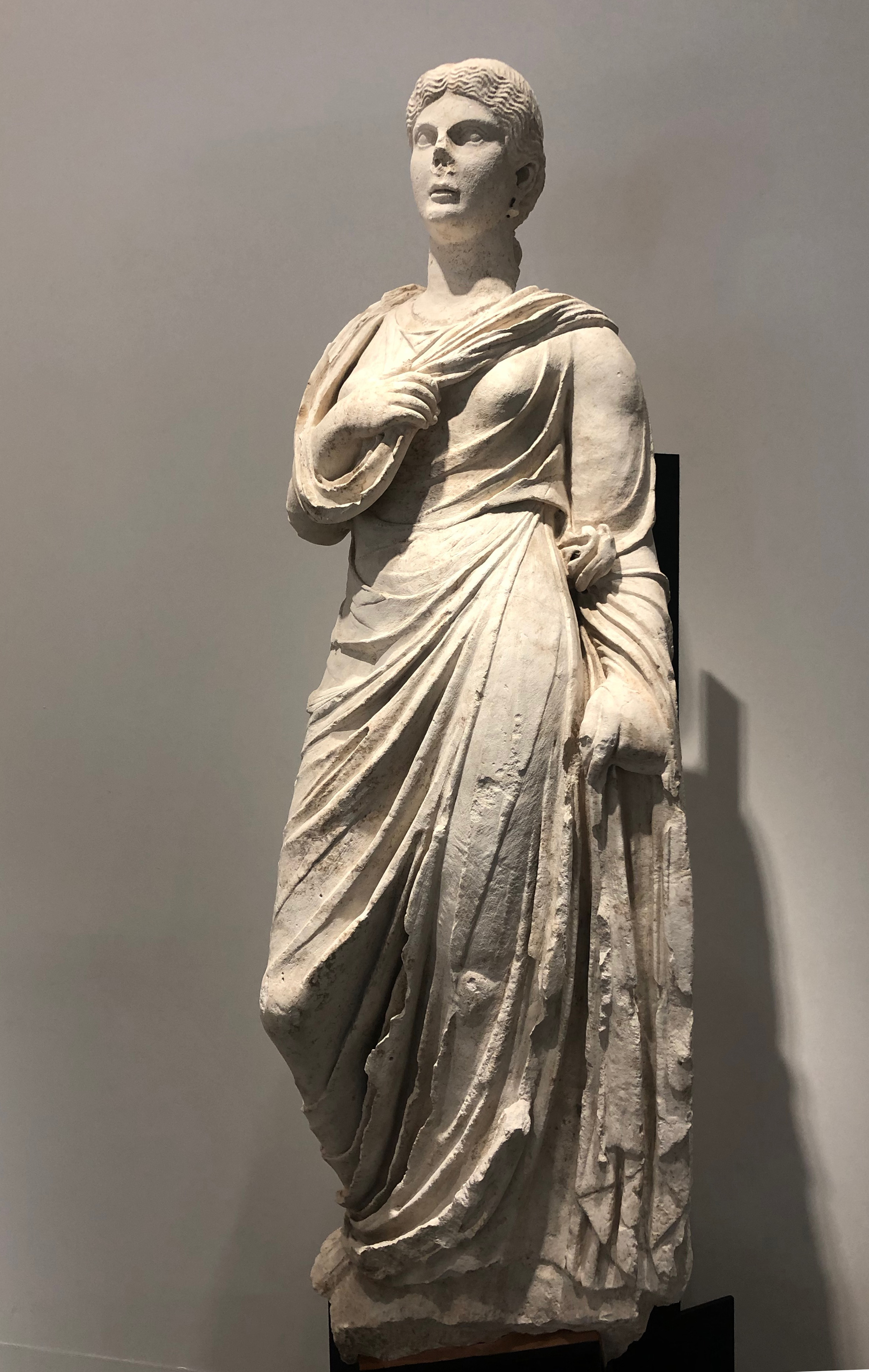
Statua di donna
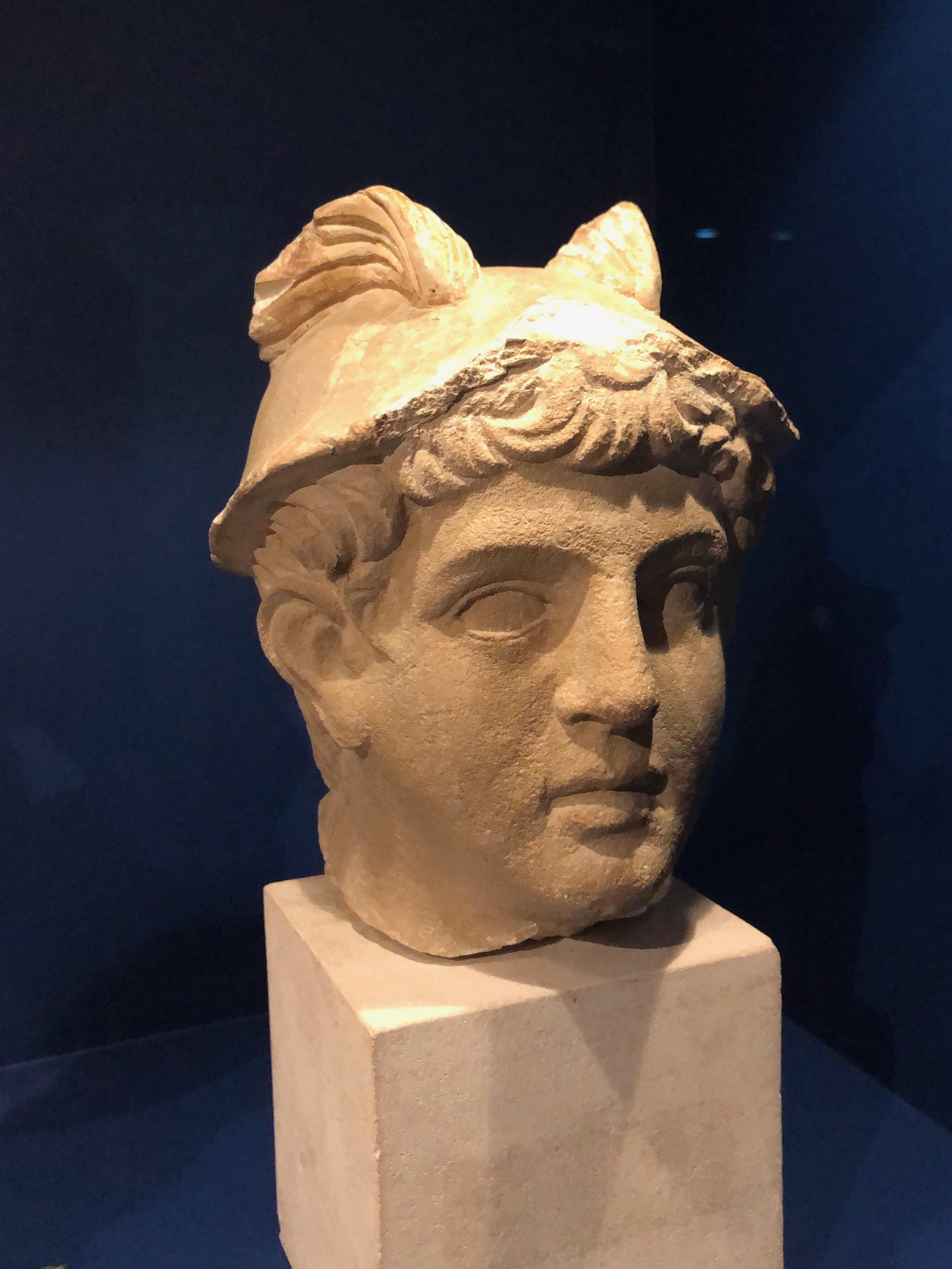
Mercurio
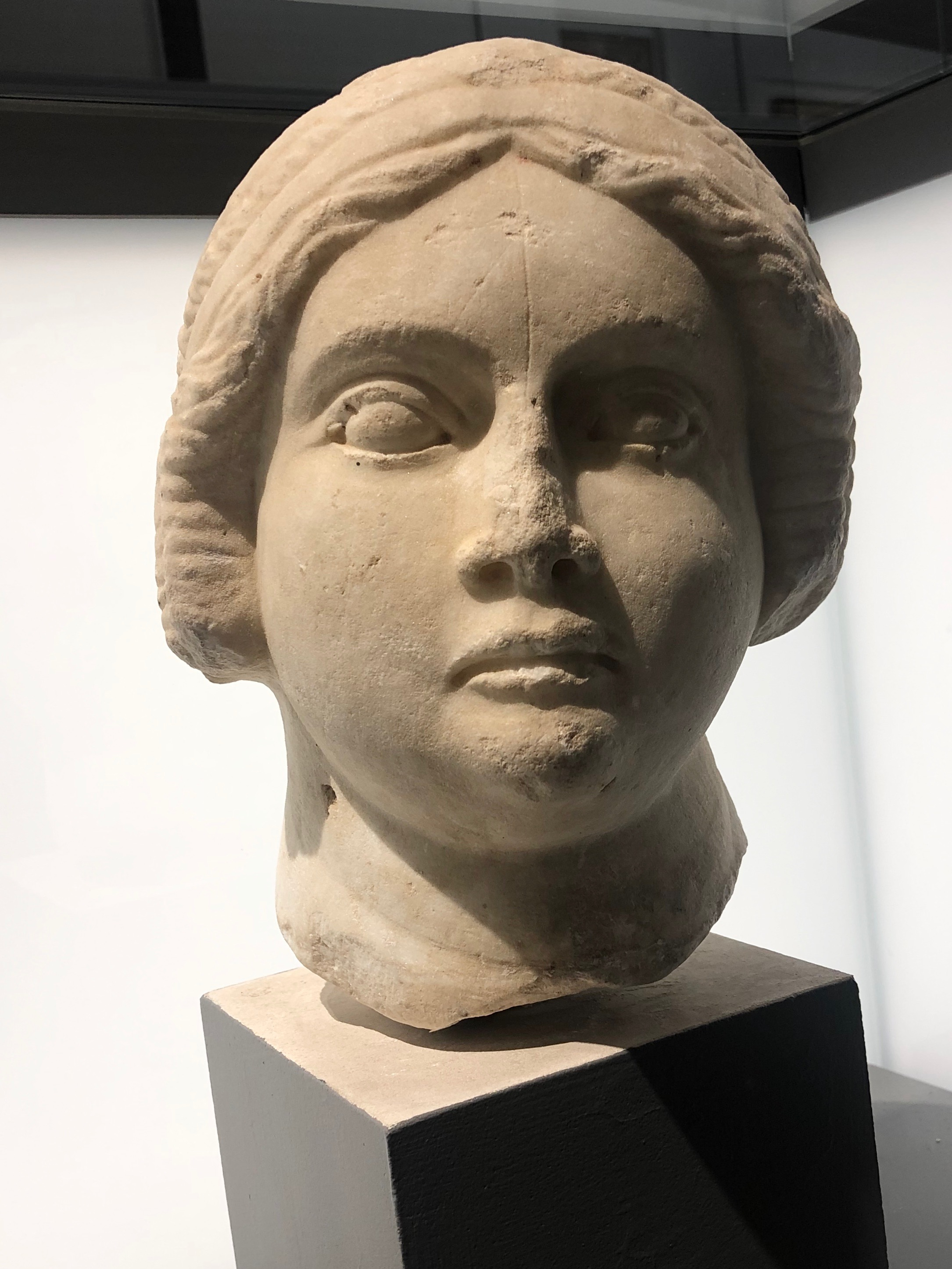
Testa di donna (Saffo)